# 하루 (2013년 영화)
《하루》(일본어: ハル)는 2013년 공개된 일본의 애니메이션 영화이다.

## 줄거리
첨단 기술이 발달한 사회를 배경으로, 인간처럼 행동하도록 프로그래밍된 로봇이 등장한다. 비행기 사고로 사랑하는 사람을 잃은 한 사람을 돕기 위해 'Q01'이라는 로봇이 일본의 작은 마을로 보내진다. 로봇은 슬픔에 잠긴 사람의 마음을 치유하려 노력하는 과정에서, 사고로 잃은 연인의 과거가 드러나기 시작한다. 이들은 함께 시간을 보내며, 그들의 관계에 숨겨진 진실들이 서서히 밝혀진다.

## 출연

### 주연
- 호소야 요시마사
- 히카사 요코